# Panzer-Division Kempf
Die nach ihrem Befehlshaber benannte Panzer-Division Kempf (auch Panzerverband Ostpreußen genannt) war ein kurzfristig aufgestellter gemischter Verband, der im Zweiten Weltkrieg speziell für den Angriffskrieg gegen Polen aufgestellt wurde und aus Truppenteilen des Heeres der Wehrmacht und der SS-Verfügungstruppe gebildet wurde. Er verfügte über Einheiten aller Truppengattungen einer Panzer-Division, besaß jedoch nur die halbe Truppenstärke eines damals üblichen Verbandes dieses Typs.

## Geschichte

### Aufstellung
Da etatmäßig kein Panzerverband in dem die Exklave Ostpreußen umfassenden Wehrkreis I lag, wurde bei den Planungen für den „Fall Weiß“ die Bildung eines improvisierten Panzerverbands vorgesehen. Hierzu wurden der Stab und das verbliebene Panzer-Regiment 7 der friedensmäßig in Stuttgart stationierten 4. Panzer-Brigade unter Generalmajor Werner Kempf verwendet. Hinzu kamen weitere abgestellte Heeresteile sowie Verbände der SS-Verfügungstruppe. Die Division diente somit auch als Experiment zur Erprobung des Zusammenwirkens von Wehrmacht und SS-Verfügungstruppe.

### Einsatz
Der Stab traf im Sommer 1939 auf dem Truppenübungsplatz Stablack ein; die unterstellten Einheiten wurden im Juli und August teils auf dem Seeweg, teils per Bahn antransportiert. Die Ankunft der Verbände wurde mit ihrer Teilnahme an den Feierlichkeiten zum 25. Jahrestag der Schlacht bei Tannenberg erklärt. Stattdessen wurde der Verband Ende August im Raum Neidenburg, gegenüber der polnischen Mława-Stellung, in Position gebracht.

### Polenfeldzug
Aufgabe des Verbandes war die Unterstützung des linken Flügels der aus Ostpreußen operierenden 3. Armee bei der Überwindung der Grenzbefestigungen und der Gewinnung von Übergängen über Narew und Bug, um von Nordosten her die Hauptstadt Warschau angreifen zu können. Die Division nahm an der Schlacht von Mława teil. Die Division nahm gleich am 1. September an dem Angriff auf die polnischen Stellungen teil, welcher aber scheiterte. Auch am Folgetag konnte kein Durchbruch erzielt werden, woraufhin die Division in den Raum Ciechanów verlegt wurde, wo sie auch an der Einnahme der Stadt teilnahm. Außerdem war die Division noch an der Schlacht um Warschau und der Schlacht um Modlin beteiligt. Nach einer abschließenden Siegesparade in Neidenburg am 7. Oktober wurde sie aufgelöst.
Der Inspekteur der SS-Verfügungstruppe, SS-Gruppenführer Paul Hausser, begleitete die Division während des gesamten Feldzugs. Im direkten Anschluss stellte er die 2. Division der späteren Waffen-SS auf, die SS-Verfügungsdivision.

## Kriegsverbrechen
Der Panzer-Division Kempf wird beim Angriffskrieg gegen Polen eine sehr rigorose Kriegsführung und Gewalttaten gegen die Zivilbevölkerung attestiert. So sollen Angehörige der Division am 4. September 1939 die Synagoge der Stadt Przasnysz niedergebrannt haben.
Am 5. September zwangen Soldaten des SS-Artillerie-Regiments 50 jüdische Männer zu Instandsetzungs- und Aufräumarbeiten in Krasnosielc, nachdem die SS-Soldaten zuvor zusammen mit Wehrmachtsangehörigen Geschäfte im Ort geplündert hatten. Am Abend desselben Tags wurden alle 50 Männer von den Mitgliedern des SS-Artillerie-Regiments und einem Wachtmeister der Geheimen Feldpolizei in der Synagoge des Dorfs erschossen. Die Leichen wurden verscharrt; die Täter wurden zwar von einem Militärtribunal verurteilt, jedoch wurden die Strafen später erheblich heruntergestuft.
Am 28. September ergaben sich der Division bei Zakroczym hunderte Soldaten der 2. polnischen Infanteriedivision der Polnischen Armee. Soldaten der Panzer-Division Kempf erschossen zahlreiche der Gefangenen oder misshandelten sie; im Ort Zakroczym kam es zu Plünderungen und zur Erschießung von Zivilisten. Die deutschen Soldaten sprengten mit Handgranaten auch Keller, in die sich einige Polen geflüchtet hatte. Andere wiederum steckten Häuser in Brand. Ein Bericht des polnischen Verteidigungsministeriums nannte später 500 tote polnische Soldaten und 100 tote Zivilisten als Opfer.

## Gliederung
- Stab (von Panzerbrigade 4)
  - Panzer-Regiment 7
  - SS-Regiment „Deutschland“ (mot.)
  - SS-Artillerie-Regiment
  - II./Artillerie-Regiment 47
  - SS-Aufklärungsabteilung
  - Panzerabwehr-Abteilung 511
  - Pionier-Bataillon 505 (mot.)
  - Nachrichtenabteilung (gemischt)
  - 2./SS-Fla-MG-Bataillon